# Symposion (Platon)
Gästabudet (grekiska Συμπόσιον, Symposion) är ett av Platons mest kända verk och skrevs omkring 385 f.Kr. Gästabudet är liksom de flesta av Platons verk skrivet i dialogform. Äkta kunskap kunde man enligt Platon inte läsa sig till utan endast nå genom samtal. 
Dialogen behandlar kärleken och syftar till att bestämma kärlekens väsen. Handlingen utspelar sig på en fest, ett gästabud, där gästerna, som är en samling framstående atenska män, håller var sitt lovtal till Eros, Kärleken. För varje talare blir anförandena alltmer resonerande till sin karaktär fram till dess att Sokrates förklarar hur kärleken till det sköna kan fungera som en väg till sanningen. 
Kärleken var för Platon detsamma som själens längtan efter idévärlden. Den högsta av alla idéer är det skönas och godas idé. En avbild av denna idé är synlig i allt som är vackert eller bra. När man därför älskar en enskild människa för att hon eller han är vacker eller bra, är det egentligen det skönas och godas idé man lockas av. Kärleken kan därför bara tillgodoses genom att man överger den fysiska kärleken till en individ för den själsliga eller andliga kärleken till det skönas och godas idé.
Platons lära om förhållandet mellan den fysiska, kroppsliga kärleken och den själsliga, andliga kärleken har givit upphov till föreställningen om det som kallas platonsk kärlek. 
Det skall också påpekas att den fysiska kärlek som avses i Gästabudet ofta är det erotiska förhållande mellan en äldre och en yngre man som kallades gossekärleken. Denna kärlek ansågs vara vida överlägsen kärleken mellan man och kvinna. Även kärlek mellan två vuxna män tycks i Gästabudet vara överlägsen den heterosexuella kärleken. 

## Handling

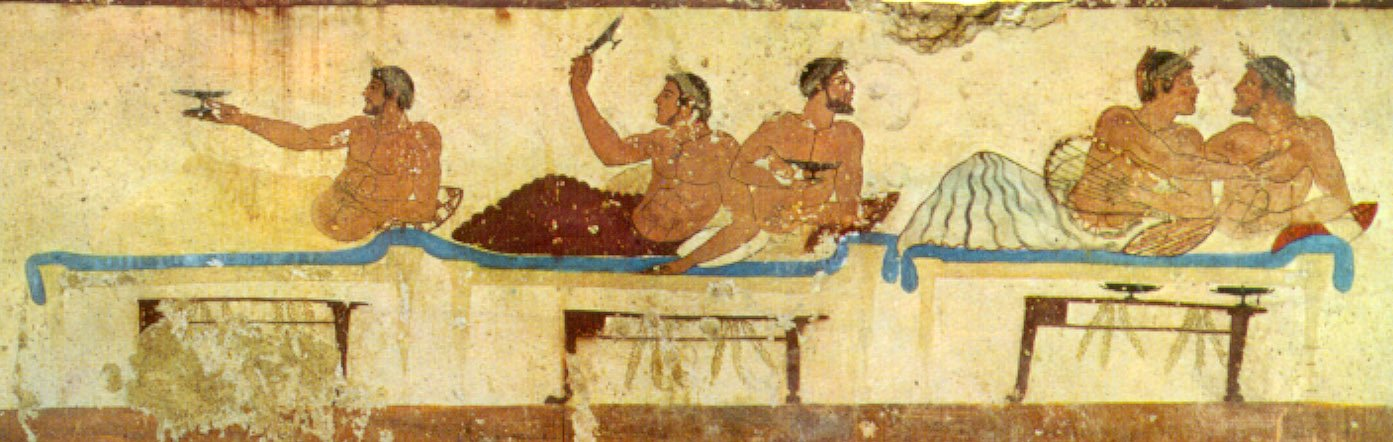
En fresk från norra väggen i Dykarens grav (från Paestum, Italien, 475 f.Kr.) avbildar en scen från ett gästabud.

Dialogen utgår från ett gästabud som hålls till dramatikern Agathons ära; han har just vunnit pris för sin första tragedi. Män ur den atenska eliten är närvarande och bland dessa finns Sokrates (i vars mun Platon antagligen lägger sin egen uppfattning). Dessa män bestämmer sig för att var och en ska hålla ett lovtal till Eros, kärlekens gud. Därefter följer sex tal som alla försöker reda ut kärlekens sanna väsen. 
Faidros är den inledande talaren. Han talar om Eros som den äldste av gudarna och att han står för allt som är gott. För Faidros är den största lyckan för en man att ha en god älskare och att kärleken får de älskande att vilja dö för varandra. Han menar även att Eros trots sin storhet försummats av människorna. 
Näste talare är Pausanias som talar om två Eros: den himmelska och den allmänna. Den himmelska Eros står för den goda kärleken och den allmänna för den förkastliga kärleken. Pausanias inskärper att en man inte ska älska en pojke på grund av dennes kropp utan att en ädel kärlek måste gälla själen. Att älska kroppen mer än själen är vulgärt, och kroppslig skönhet är endast något obeständigt. 
Eryximachos, som tar vid därefter, håller med Pausanias om att det finns två Eros. Han framhåller att läkarvetenskapen givit honom insikt om att kärleken till det sköna finns överallt i naturen. Han betonar vikten av harmoni. 
Aristofanes tal handlar om könsdriften mellan människorna och hur denna uppstått. Han säger att människorna från början var av ett kön men att gudarna straffade dem på grund av deras högmod och klöv dem itu. Därav söker människorna ständigt efter sin andra hälft för att åter kunna bli hela människor. 
Agathon, som är den yngste av talarna, påpekar att de tidigare talen endast handlat om människan och inte om Eros själv. Han menar att Eros är den skönaste och störste av alla gudar; samtidigt är han yngst av gudarna, då ålderdom inte biter på honom. 
Sokrates vill inte säga sin egen mening utan återger vad han hört av Diotima, en kvinnlig filosof som Sokrates träffat i sin ungdom och som undervisat honom om kärlekens sanna väsen. Hon menar att Eros i själva verket inte är en gud utan snarare en ande (en daimon). I Sokrates lovtal framgår att den som insett sanningen och är förmögen att skåda det skönas idé själv kan bli odödlig. Härefter förklaras mannens dragning och kärlek till kvinnan som en längtan efter odödlighet. Kärleken mellan kvinna och man kan resultera i födelse av avkomma och därmed säkras den egna odödligheten eftersom det egna namnet lever vidare. Detta, menar Sokrates och Diotima, är anledningen till att mannen älskar kvinnan och hyser begär till henne. 
Avslutningsvis dyker en kraftigt berusad man vid namn Alkibiades upp. Han bjuds in och slår sig ned mitt emellan Agathon och Sokrates och ombeds även han att hålla ett lovtal till Eros, något han vägrar. Istället väljer han att hålla ett lovtal till Sokrates.